# Hohenastenberg genannt Wigandt

Wappen derer von Hohenastenberg genannt Wigandt

Hohenastenberg genannt Wigandt ist der Familienname der deutsch-baltischen Barone, die seit Mitte des 15. Jahrhunderts im früheren Alt-Livland ansässig waren. Sie stammten ursprünglich aus Hessen und wurden 1620 in die Adelsmatrikel der Kurländischen Ritterschaft immatrikuliert. Der kaiserlich-russische Senat erkannte 1862 den Adelsnamen Hohenastenberg-Wiegandt mit dem Baronstitel an.

## Geschichte und Stammfolge
Ein Johann Wiegandt war der erste von dieser Familie, welcher 1418 nach Alt-Livland kam und in Diensten des Deutschen Ordens stand. In der Kirche von Burg Hofzumberge befindet sich eine Gedenkstätte für die Verwalter Alexander von Hohenastenberg Vigandt († 1640) und Tomas von Hohenastenberg Vigandt.
Johann von Hohenastenberg genannt Wigandt († 1478) kam 1418 nach Alt-Livland ⚭ Elisabeth von Sobbe
- Christopher von Hohenastenberg genannt Wigandt († 1623) ⚭ Agnata von Franck (* um 1621)
  - Johannes Nikolaus von Hohenastenberg genannt Wigandt, Oberhauptmann zu Tuckum ⚭ Anna von der Recke (1634–1696)[2]
  - Heinrich von Hohenastenberg genannt Wigandt (1634–1700), polnischer Kapitän ⚭ 1) Anna von Berg († 1706), 2) Margarethe von Brunnow († 1667)[3]
    - Johann Moritz Adolph von Hohenastenberg genannt Wigandt (1674–1773) ⚭ Maria von Plettenberg
      - Johann Heinrich von Hohenastenberg genannt Wigandt (1703–1767) ⚭ Maria von Trotta genannt Treyden
        - Moritz Adolph von Hohenastenberg genannt Wigandt (1731–1766) ⚭ Maria Gertrud von Bistram († 1818)
          - Moritz Otto Heinrich von Hohenastenberg genannt Wigandt (1766–1835) ⚭ Christina von Grotthus (1784–1835)
            - Julius Alexander Moritz von Hohenastenberg genannt Wigandt (1820–1873) ⚭ Helene von Hahn (* 1825, † 1912 in Berlin)
              - Gustav Theodor Emil Moritz von Hohenastenberg genannt Wigandt[4] (* 1860, † 1936 in Berlin)

## Besitzungen

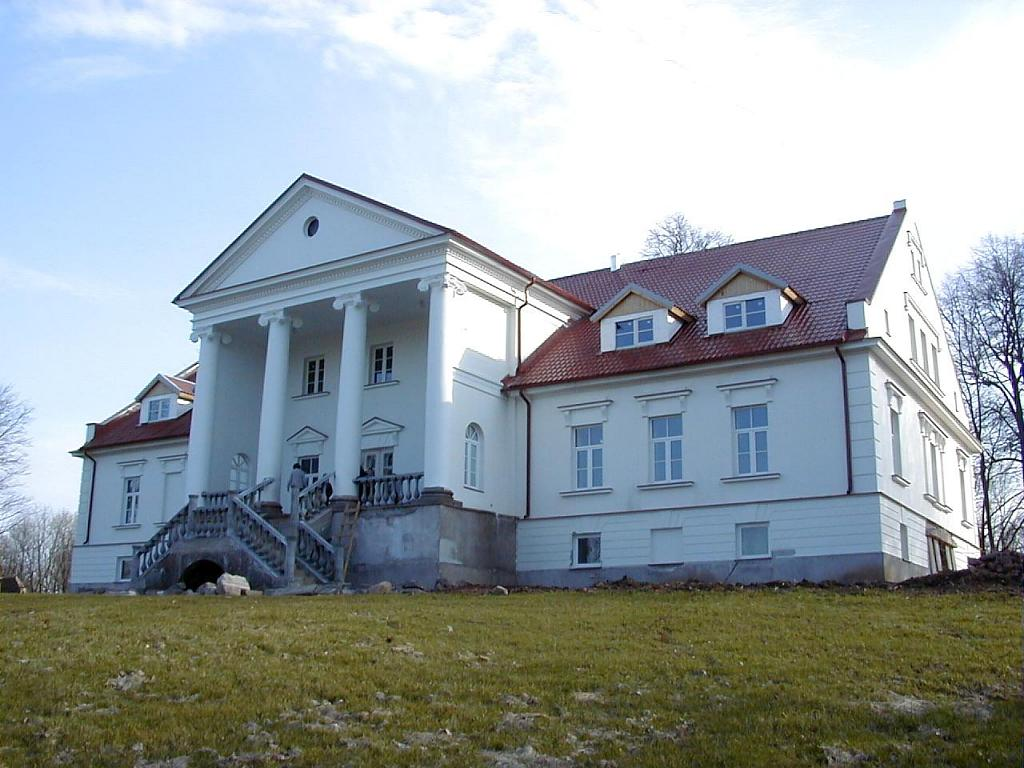
Herrenhaus auf dem Rittergut Dursuppen (2002)

In den Neuen Kurländischen Güter-Chroniken werden Familienmitglieder der von Hohenastenberg genannt Wigandt als Besitzer, Pächter oder Käufer des Rittergutes Dursuppen benannt:
- 1590 Die Erbin Christina von Altenbockum, Nachkomme von Peter von Altenbockum vermählt mit Barthold von Hohenastenberg gen. Wigandt.
- 1846 schloss die Erbbesitzerin von Dursuppen Charlotte von Heyking, geb. von Brunnow einen Vorkontrakt über den Verkauf des Gutes Dursuppen mit dem Rittmeister Baron Gustav von Hohenastenberg genannt Wigandt.
- 1847 Dursuppen auf Grund des Vorkontrakts an den Rittmeister Gustav Baron von Hohenastenberg gen. Wigandt. Er war jahrelang Mitglied der kurländischen Genealogen-Kommission. (* 1812) ⚭ Klara Freiin von Fircks (1820–1849). Er hatte zwei Söhne Heinrich Ludwig Theodor (* 1846) und Donatus Carl Georg (1849–1873).
- 1873 verkauft Gustav von Hohenasten-Wigandt das Gut Dursuppen seinem Sohn Heinrich. Fürst Carl Lieven und Heinrich von Hohenasten gen. Wigandt ändern den Grenzverlauf.
- 1883 verstarb Gustav von Hohenastenberg genannt Wigandt und vererbte Heinrich das Gut Dursuppen.
- 1899 verkaufte Freiherr Heinrich Wigandt sein Gut Dursuppen an den Freiherrn Woldemar von Boenninghausen genannt Budberg.

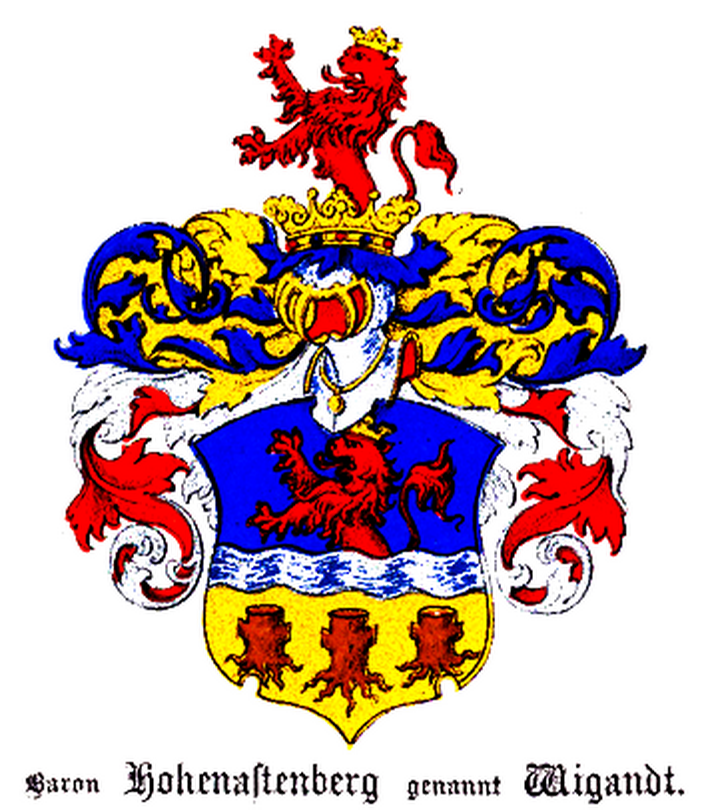
Wappendarstellung im Baltischen Wappenbuch von 1882

## Wappen
- Im Wappenschild ein roter golden–gekrönter, aus einem quer fließenden Strom, heraussteigender Löwe, mit rot vorgeschlagener Zunge, in einem blauen Schilde. Im goldenen Fußteil drei einander geordnete ausgerissene oben abgekappte und an Ästen gerissene kurze Stämme. Auf dem goldgekrönten Helm bricht der Löwe wiederholt hervor. Die Helmdecke ist oben bis zur Mitte Gold und unten Silber, das Gold mit blau, das Silber mit rot gefüttert.[7]
- Die Blasonierung im GHdA: Durch einen blauen Wellenbalken geteilt, oben in Silber ein wachsender gold–gekrönter roter Löwe, unten in Gold drei entwurzelte rote Baumstubben nebeneinander. Auf dem Helm mit blau-gold-rot-silbernen Decken der wachsende Löwe.

## Allgemeines
In der Ortschaft Dierfeld (Vulkaneifel) befindet sich ein Friedhof der Familie von Hohenastenberg. Unweit des Hofgutes, von einer Buchenhecke umgebenen, ist der mit einem hölzernen Kreuz angelegte kleine Friedhof mit seitlich angeordneten Gräbern. Der Friedhofsstätte ist nicht öffentlich zugängig.
Der Schriftsteller Karl Robert verfasste in zwei Bänden den Roman Hohenastenberg. Roman aus dem Eheleben.